# Carlos Salcido
Carlos Arnoldo Salcido Flores (Ocotlán, Jalisco, 2 de abril de 1980) es un exfutbolista, dirigente deportivo y entrenador mexicano que jugaba de defensa central, lateral izquierdo o volante defensivo.

## Trayectoria como jugador

### Inicios
Nació dentro de una familia humilde en el municipio de Ocotlán. Cuando tenía nueve años de edad, su madre murió víctima de un cáncer. A partir de este evento la familia Salcido Flores sufrió importantes problemas familiares que terminaron separándolos. Carlos, decidió cruzar de forma ilegal a Estados Unidos, pero las tres veces que lo intentó fue deportado por la oficina de inmigración. Posteriormente se mudó a Guadalajara, cuando tenía 17 años, donde tuvo diversos trabajos, entre ellos lavador de camiones y obrero en una fábrica de vidrio soplado. 
Carlos Salcido con 19 años nunca pensó que sería futbolista. Salcido llegó a jugar una 'cáscara' entre amigos y ahí lo vio Ramón Calderón, entrenador del Club Deportivo Oro y quien lo invitó a formar parte del club, sin embargo, en un principio se negó, pero cambió de opinión al conocer el salario que percibiría.
"Si te vienes nosotros te podemos ofrecer mil pesos mensuales", le dijo Calderón al jugador que ni siquiera vestía ropa deportiva. "Carlos Salcido dijo: '¡mil pesos mensuales! entonces sí juego', ahí fue donde se integró a jugar.
Jugó una temporada en Tercera División y justo en un partido entre el Club Deportivo Oro y Chivas fue donde el 'Güero' Real lo vio, donde le llamó la atención, se acercó a él, a decirle que había un interés para que pudiera pasar a Chivas, le dieron un seguimiento y al terminar la temporada se hizo una operación para que él se traspasara a Chivas", indicó.

### Club Deportivo Guadalajara
Debutó en la primera división con el Guadalajara en el Invierno 2001 bajo las órdenes de Oscar Ruggeri, pero no tuvo suerte y regresó a la división de ascenso con el Tapatío.
Después de un año y de una gran actuación en la liga de ascenso, se vuelve a ganar su incursión en el primer equipo para el Apertura 2003. Se convierte en titular de inmediato, por su rapidez, buena marca y cualidades técnicas, que además lo llevaron a olvidarse pronto de la rudeza que mostró en sus primeras apariciones en el máximo circuito.
Sus actuaciones lo llevaron a convertirse en titular y seleccionado nacional en su primer torneo, demostrando que su carrera como futbolista avanzaba más rápido que la mayor parte de los jugadores, ya que sus incursiones al frente son constantes; tiene la ventaja de que fue delantero alguna vez. Posee técnica y llama la atención por sus cualidades ofensivas, por lo que en la Selección Nacional de México juega como defensor izquierdo.
En el 2005 se convierte en el jugador profesional con más minutos jugados en el mundo, ya que jugó con el Guadalajara la liga, la Copa Libertadores, en donde llegó a la ronda de semifinales, y todo el proceso de la Selección Nacional, incluida la Copa FIFA Confederaciones; con ello, el medio futbolístico se dio cuenta de la resistencia física de este jugador.
Se vuelve indiscutible en la Selección Mexicana dirigida por Ricardo La Volpe. En la Copa FIFA Confederaciones 2005 tuvo una extraordinaria actuación, sobre todo en el partido en el que México superó a Brasil por 1-0, él fue el encargado de marcar a Ronaldinho, a quien cubrió de excelente modo; así como el gol que le anotó a Argentina en tiempo extra en la semifinal. Formó parte del grupo que representó a México en la Copa del Mundo de Alemania 2006.

### PSV Eindhoven
Tras una destacada actuación en el Mundial 2006, Carlos Salcido es fichado por el PSV Eindhoven de Países Bajos, convirtiéndose en el segundo mexicano en jugar en la primera división neerlandesa (anteriormente ya lo había hecho Joaquín del Olmo para el Vitesse) para convertirse en titular indiscutible. 
En marzo de 2007, tras una convocatoria en fecha FIFA para un partido amistoso contra Venezuela, el cuerpo médico de la Selección Mexicana le detectó una lesión en la región lumbar que pone en alerta al técnico en ese momento Hugo Sánchez, por lo que este decide no alinearlo, cosa que no fue tomada en cuenta por el club neerlandés. En la última fecha y con la lesión a cuestas, alinea en el partido definitivo del campeonato neerlandés en el que el PSV necesitaba ganar y esperar otros resultados. Afortunadamente para su causa, los resultados esperados por el PSV se concretan y se alzan como campeones de liga.
El 5 de diciembre renueva con el PSV su contrato hasta el 2012 por 35 millones de euros, y una ficha anual de 3.8 millones euros; no obstante, su cláusula de resición de contrato alcanza los 75 millones de euros. Con esto, el conjunto neerlandés asegura a una de sus máximas figuras ante los rumores sobre ofertas de clubes como Manchester United o el PSG francés. Aquí fue el segundo mexicano mejor pagado y pretendido en el balompié europeo detrás de Rafael Márquez, cuya ficha anual rondó los 4.9 millones de euros por temporada.

### Fulham
El 20 de agosto de 2010, tras varios rumores, el PSV anunciaba la salida de Salcido a la Premier League arribando al equipo londinense de Fulham Football Club, firmando un contrato por los próximos tres años. En el Fulham Football Club se convierte en titular indiscutible, y llega a aparecer en el equipo ideal de la Liga Inglesa de Fútbol en dos ocasiones. Su salida del cuadro londinense se produce por problemas sociales que vivió en Londres, donde llegaron a robar en dos ocasiones su vivienda, estando en una de ellas su esposa.

### Tigres UANL
Después de un año en Inglaterra, equipos como Monterrey, Pachuca, América, y Tigres, estaban interesados por Salcido, y el 10 de junio de 2011 se confirma el pase de Salcido a Tigres en calidad de préstamo por un año con opción a compra. 
El 11 de diciembre de 2011 se proclama campeón del torneo Apertura 2011 con los Tigres, teniendo una participación en dicho resultado. Carlos fue fundamental en el esquema de Tigres. Sus pases y liderazgo en la cancha lo hicieron figura del equipo.
En el Draft Apertura 2012, Tigres hace válida de compra por Salcido por 11 millones de dólares.

### Club Deportivo Guadalajara (Segunda etapa)
El 21 de mayo de 2014 se oficializa el regreso de Carlos Salcido a Chivas convirtiéndose en el primer refuerzo de cara al Apertura 2014, la transacción fue de 12 millones de dólares.
El 22 de junio de 2016 Salcido renovó 6 meses más con Chivas. Al finalizar el Apertura 2016, se especulaba que anunciaría su retiro con Chivas; sin embargo el 17 de diciembre de 2016, volvió a renovar 6 meses más para jugar el Clausura 2017.
El 28 de mayo de 2017, se corona por primera vez campeón con Chivas levantando el trofeo como capitán del equipo.
El 17 de diciembre de 2018, se oficializó que Salcido ya no formaría parte de Chivas de cara al Clausura 2019.

### Tiburones Rojos de Veracruz
El 29 de enero de 2019, luego de semanas de especulación, se confirma su traspaso a los Tiburones Rojos de Veracruz en calidad de préstamo por un año con opción a compra. El 19 de julio de 2019, Salcido anunció que al finalizar el Apertura 2019, se retiraría del fútbol mexicano.
El 23 de noviembre de 2019, disputó su último partido como profesional ante su ex-equipo el Guadalajara, el cual se formó como futbolista.

## Selección nacional

### Sub-23
En julio de 2012 fue incluido en la lista de 18 jugadores que representaron a México en el torneo de fútbol masculino de los Juegos Olímpicos de Londres como uno de los refuerzos mayores a 23 años.

### Selección absoluta
| Club               | País   | PJ  | Goles | Periodo   |
| ------------------ | ------ | --- | ----- | --------- |
| Selección Mexicana | México | 122 | 10    | 2004-2014 |

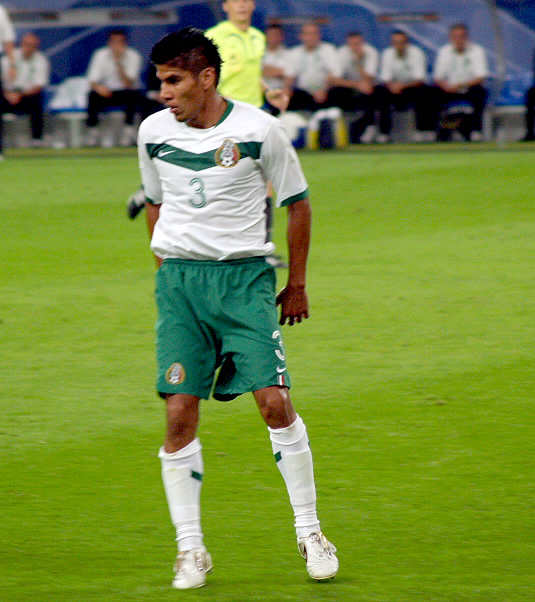
Salcido disputando un encuentro con la selección mexicana.

Debutó el 8 de septiembre de 2004 con México ante Trinidad y Tobago en la clasificación a la Copa Mundial de Fútbol Alemania 2006.
Durante la Copa Oro 2007, Carlos Salcido abandona a la selección nacional en plena competición previo al partido semifinal contra la selección de la isla de Guadalupe sin alguna justificación. Más tarde se daría a conocer que Salcido tendría serias diferencias con el auxiliar técnico Sergio Egea a raíz de las críticas que este le hizo a su condición física durante el partido contra Cuba. Salcido recientemente reconoció que la fama y el éxito en Europa le habrían hecho perder el piso y la sencillez que siempre lo han caracterizado. Según dijo entonces, “sólo tuve problemas con parte del cuerpo técnico” y que Egea le dijo que debía jugar para que tomara ritmo porque sus compañeros le llevaban ventaja, lo que el defensa tomó como burla.
Aclaró que Hugo Sánchez conoció la situación, lo entendió y que estaba dispuesto a acudir a cualquier llamado, lo cual cumplió.
Sobre la próxima instauración del llamado código de ética que dio a conocer la Comisión de Selecciones Nacionales y fue aprobado por los dueños de los equipos de Primera División en México, Salcido dijo no estar enterado, por lo que “(para opinar) tengo que saber qué dice (el código)”.
Carlos Salcido se mantuvo como elemento de confianza durante los últimos partidos con Hugo Sánchez al frente del equipo mexicano y fue tomado en cuenta por Jesús Ramírez, Sven-Göran Eriksson y finalmente por Javier Aguirre, ayudando al seleccionado azteca en la zaga defensiva para que lograran avanzar en la eliminatoria para la Copa Mundial de Sudáfrica 2010.
El 31 de mayo de 2012 cumplió su partido 100 con la selección mexicana ante Bosnia-Herzegovina, portando el brazalete de capitán.
El 8 de mayo de 2014 Salcido fue incluido por el entrenador Miguel Herrera en la lista final de 23 jugadores que representarán a México en la Copa Mundial de Fútbol de 2014.
El 29 de agosto de 2014 anuncia su retiro de la Selección Mexicana luego de que el entrenador Miguel Herrera lo incluyera en la convocatoria para los partidos amistosos contra Chile y Bolivia.

### Participaciones en selección nacional
| Copa                      | Categoría | Sede           | Resultado        |
| ------------------------- | --------- | -------------- | ---------------- |
| Copa Confederaciones 2005 | Absoluta  | Alemania       | Cuarto lugar     |
| Copa Oro Concacaf 2005    | Absoluta  | Estados Unidos | Cuartos de final |
| Copa Mundial de 2006      | Absoluta  | Alemania       | Octavos de final |
| Copa Oro Concacaf 2007    | Absoluta  | Estados Unidos | Subcampeón       |
| Copa Mundial de 2010      | Absoluta  | Sudáfrica      | Octavos de final |
| Copa Oro Concacaf 2011    | Absoluta  | Estados Unidos | Campeón          |
| Juegos Olímpicos de 2012  | Sub-23    | Reino Unido    | Medalla de oro   |
| Copa Confederaciones 2013 | Absoluta  | Brasil         | Primera Fase     |
| Copa Mundial de 2014      | Absoluta  | Brasil         | Octavos de final |

### Participación en Copas del Mundo
| Fecha               | Rival     | Sede          | Estadio                | Resultado              |
| ------------------- | --------- | ------------- | ---------------------- | ---------------------- |
| 11 de junio de 2006 | Irán      | Núremberg     | easyCredit-Stadion     | México 3 - 1 Irán      |
| 16 de junio de 2006 | Angola    | Hanóver       | AWD-Arena              | México 0 - 0 Angola    |
| 21 de junio de 2006 | Portugal  | Gelsenkirchen | Veltins-Arena          | Portugal 2 - 1 México  |
| 24 de junio de 2006 | Argentina | Leipzig       | Zentralstadion         | Argentina 2 - 1 México |
| 11 de junio de 2010 | Sudáfrica | Johannesburgo | Soccer City            | Sudáfrica 1 - 1 México |
| 17 de junio de 2010 | Francia   | Polokwane     | Estadio Peter Mokaba   | Francia 0 - 2 México   |
| 22 de junio de 2010 | Uruguay   | Rustenburg    | Estadio Royal Bafokeng | México 0 - 1 Uruguay   |
| 27 de junio de 2010 | Argentina | Johannesburgo | Soccer City            | Argentina 3 - 1 México |
| 13 de junio de 2014 | Camerún   | Natal         | Das Unas               | México 1 - 0 Camerún   |
| 29 de junio de 2014 | Holanda   | Fortaleza     | Estadio «Castelão»     | Holanda 2 - 1 México   |

### Participaciones en Juegos Olímpicos
| Fecha                | Sede                 | Estadio            | Resultado                  | Ref.   |
| -------------------- | -------------------- | ------------------ | -------------------------- | ------ |
| 26 de julio de 2012  | Newcastle            | St James' Park     | México 0 - 0 Corea del Sur | [ 9 ]  |
| 29 de julio de 2012  | Coventry, Inglaterra | Ricoh Arena        | México 2 - 0 Gabón         | [ 10 ] |
| 1 de agosto de 2012  | Cardiff, Gales       | Millennium Stadium | México 1 - 0 Suiza         | [ 11 ] |
| 4 de agosto de 2012  | Londres, Inglaterra  | Wembley Stadium    | México 4 - 2 Senegal       | [ 12 ] |
| 7 de agosto de 2012  | Londres, Inglaterra  | Wembley Stadium    | México 3 - 1 Japón         | [ 13 ] |
| 11 de agosto de 2012 | Londres, Inglaterra  | Wembley Stadium    | México 2 - 1 Brasil        | [ 14 ] |

## Trayectoria como dirigente deportivo
En 2017 participó de la creación de la Asociación de Futbolistas Mexicanos, siendo designado presidente de la organización junto a Oribe Peralta.
Entre mayo de 2020 y enero de 2021 se desempeñó como presidente de la Liga de Balompié Mexicano, una liga de fútbol profesional no avalada por FIFA. Un mes después de dejar su cargo, anunció que estaba involucrado en la creación de la Liga de Talento y Oportunidades (TOP), un campeonato de fútbol profesional que tendría la particularidad de jugarse con 10 jugadores en lugar de los tradicionales 11. De todos modos ese proyecto jamás se materializó.
En 2024 participó de la temporada inaugural de La People's League -un torneo profesional de fútbol 7-, desempeñándose como entrenador del equipo La Gambeta.

## Palmarés

### Campeonatos nacionales
| Título                        | Club          | País           | Año  |
| ----------------------------- | ------------- | -------------- | ---- |
| Eredivisie                    | PSV Eindhoven | Países Bajos   | 2007 |
| Eredivisie                    | PSV Eindhoven | Países Bajos   | 2008 |
| Supercopa de los Países Bajos | PSV Eindhoven | Países Bajos   | 2009 |
| Liga MX                       | Tigres UANL   | México         | 2011 |
| Copa MX                       | Tigres UANL   | México         | 2014 |
| Copa MX                       | Guadalajara   | México         | 2015 |
| Supercopa MX                  | Guadalajara   | Estados Unidos | 2016 |
| Copa MX                       | Guadalajara   | México         | 2017 |
| Liga MX                       | Guadalajara   | México         | 2017 |

### Campeonatos internacionales
| Título                        | Club               | País           | Año  |
| ----------------------------- | ------------------ | -------------- | ---- |
| Copa de Oro de la Concacaf    | Selección Mexicana | Estados Unidos | 2011 |
| Juegos Olímpicos              | Selección Sub-23   | Londres        | 2012 |
| Liga Campeones de la Concacaf | Guadalajara        | México         | 2018 |